# 谷伸雄
谷伸雄（たに のぶお）は日本の財務官僚。

## 来歴
熊本県出身。東京大学教養学部卒業。東大教養学部在学中に国家公務員一種試験（経済区分）に合格。2011年 財務省入省（主計局総務課）。2014年7月 関税局関税課第一参事官室国際機構係長。TPP協定などの国際交渉への対応を行う。2016年 ロンドン・スクール・オブ・エコノミクスへ留学。2018年 総務省自治行政局行政課行政経営支援室課長補佐。2020年 （株）経営共創基盤（IGPIカンパニー）アソシエイトマネジャー。

## 略歴
- 2011年4月：財務省入省（主計局総務課）[2]。
- 2012年：主計局地方財政係。
- 2013年：広島国税局調査査察部国税調査官。
- 2014年7月：関税局関税課第一参事官室国際機構係長。
- 2016年：留学（ロンドン・スクール・オブ・エコノミクス）。
- 2018年：総務省自治行政局行政課行政経営支援室課長補佐。
- 2020年：（株）経営共創基盤（IGPIカンパニー）アソシエイトマネジャー。